# Copa del Rey 1926
Die Copa del Rey 1926 war die 24. Austragung des spanischen Fußballpokals.
Der Wettbewerb startete am 28. Februar und endete mit dem Finale am 16. Mai 1926 im Estadio Mestalla in Valencia. Titelverteidiger des Pokalwettbewerbes war der FC Barcelona. Den Titel gewann erneut der FC Barcelona durch einen 3:2-Erfolg nach Verlängerung im Finale gegen Athletic Madrid.

## Teilnehmer
| Regionalbewerb         | Verein                                      |
| ---------------------- | ------------------------------------------- |
| Aragonien              | Iberia SD, Saragossa CD                     |
| Asturien               | Sporting Gijón, Club Fortuna                |
| Bizkaia                | Athletic Bilbao, Arenas Club                |
| Galicien               | Celta Vigo, Deportivo La Coruña             |
| Gipuzkoa               | Real Unión, Real Sociedad                   |
| Kantabrien             | Racing Santander, Gimnástica de Torrelavega |
| Kastilien und León     | Cultural Leonesa, Unión Deportiva           |
| Campionat de Catalunya | FC Barcelona, RCD Español                   |
| Murcia                 | Real Murcia, FC Cartagena                   |
| Campeonato Centro      | Real Madrid, Athletic Madrid                |
| Region Süden           | FC Sevilla, Betis Sevilla                   |
| Valencia               | FC Valencia, FC Levante                     |

## Achtelfinale
Das Achtelfinale fand in acht Gruppen mit Hin- und Rückspielen statt. Die jeweiligen Gruppensieger qualifizierten sich für das Viertelfinale. Die Gruppenspiele wurden zwischen dem 28. Februar und 4. April ausgetragen. Bei gleicher Punktanzahl entschied nicht das Torverhältnis, sondern ein Entscheidungsspiel über den Einzug ins Viertelfinale.

### Gruppe 1
|             | Ergebnis |             |
| ----------- | -------- | ----------- |
| FC Valencia | 1:4      | RCD Español |
| Iberia SD   | 3:1      | FC Valencia |
| RCD Español | 6:1      | Iberia SD   |
| RCD Español | 2:0      | FC Valencia |
| FC Valencia | 10:00    | Iberia SC   |
| Iberia SC   | 1:3      | RCD Español |

| Pl. | Verein      | Sp. | S | U | N | Tore    | Quote | Punkte |
| --- | ----------- | --- | - | - | - | ------- | ----- | ------ |
| 1.  | RCD Español | 4   | 4 | 0 | 0 | 015:300 | 5,00  | 08:0   |
| 2.  | FC Valencia | 4   | 1 | 0 | 3 | 012:900 | 1,33  | 02:60  |
| 3.  | Iberia SC   | 4   | 1 | 0 | 3 | 005:200 | 0,25  | 02:60  |

### Gruppe 2
|              | Ergebnis |              |
| ------------ | -------- | ------------ |
| FC Barcelona | 5:0      | FC Levante   |
| FC Levante   | 2:2      | Saragossa CD |
| Saragossa CD | 0:7      | FC Barcelona |
| FC Levante   | 1:4      | FC Barcelona |
| Saragossa CD | 5:1      | FC Levante   |
| FC Barcelona | 3:0      | Saragossa CD |

| Pl. | Verein       | Sp. | S | U | N | Tore    | Quote | Punkte |
| --- | ------------ | --- | - | - | - | ------- | ----- | ------ |
| 1.  | FC Barcelona | 4   | 4 | 0 | 0 | 019:100 | 19,00 | 08:0   |
| 2.  | Saragossa CD | 4   | 1 | 1 | 2 | 007:130 | 0,54  | 03:50  |
| 2.  | FC Levante   | 4   | 0 | 1 | 3 | 004:160 | 0,25  | 01:70  |

### Gruppe 3
|             | Ergebnis |             |
| ----------- | -------- | ----------- |
| Real Murcia | 2:2      | FC Sevilla  |
| Real Madrid | 6:2      | Real Murcia |
| FC Sevilla  | 0:1      | Real Madrid |
| FC Sevilla  | 3:0      | Real Murcia |
| Real Murcia | 1:2      | Real Madrid |
| Real Madrid | 2:3      | FC Sevilla  |

| Pl. | Verein      | Sp. | S | U | N | Tore    | Quote | Punkte |
| --- | ----------- | --- | - | - | - | ------- | ----- | ------ |
| 1.  | Real Madrid | 4   | 3 | 0 | 1 | 011:600 | 1,83  | 06:20  |
| 2.  | FC Sevilla  | 4   | 2 | 1 | 1 | 008:500 | 1,60  | 05:30  |
| 3.  | Real Murcia | 4   | 0 | 1 | 3 | 005:130 | 0,38  | 01:70  |

### Gruppe 4
|                 | Ergebnis |                 |
| --------------- | -------- | --------------- |
| Betis Sevilla   | 3:0      | FC Cartagena    |
| FC Cartagena    | 1:2      | Athletic Madrid |
| Athletic Madrid | 3:1      | Betis Sevilla   |
| FC Cartagena    | 0:3      | Betis Sevilla   |
| Athletic Madrid | 4:1      | FC Cartagena    |
| Betis Sevilla   | 3:2      | Athletic Madrid |

| Pl. | Verein          | Sp. | S | U | N | Tore    | Quote | Punkte |
| --- | --------------- | --- | - | - | - | ------- | ----- | ------ |
| 1.  | Athletic Madrid | 4   | 3 | 0 | 1 | 011:600 | 1,83  | 06:20  |
| 2.  | Betis Sevilla   | 4   | 3 | 0 | 1 | 010:500 | 2,00  | 06:20  |
| 3.  | FC Cartagena    | 4   | 0 | 0 | 4 | 002:120 | 0,17  | 0:80   |

#### Entscheidungsspiele
Das Spiel wurde am 15. April in Madrid ausgetragen.
|                 | Ergebnis |               |
| --------------- | -------- | ------------- |
| Athletic Madrid | 4:2      | Betis Sevilla |

### Gruppe 5
|                  | Ergebnis |                  |
| ---------------- | -------- | ---------------- |
| Celta Vigo       | 9:0      | Cultural Leonesa |
| Sporting Gijón   | 3:1      | Celta Vigo       |
| Cultural Leonesa | 2:6      | Sporting Gijón   |
| Cultural Leonesa | 1:5      | Celta Vigo       |
| Celta Vigo       | 4:3      | Sporting Gijón   |
| Sporting Gijón   | 4:0      | Cultural Leonesa |

| Pl. | Verein           | Sp. | S | U | N | Tore    | Quote | Punkte |
| --- | ---------------- | --- | - | - | - | ------- | ----- | ------ |
| 1.  | Celta Vigo       | 4   | 3 | 0 | 1 | 019:700 | 2,71  | 06:20  |
| 2.  | Sporting Gijón   | 4   | 3 | 0 | 1 | 016:700 | 2,29  | 06:20  |
| 3.  | Cultural Leonesa | 4   | 0 | 0 | 4 | 003:240 | 0,13  | 0:80   |

#### Entscheidungsspiele
Das Spiel wurde am 10. April in Madrid ausgetragen.
|            | Ergebnis |                |
| ---------- | -------- | -------------- |
| Celta Vigo | 5:0      | Sporting Gijón |

### Gruppe 6
|                     | Ergebnis |                     |
| ------------------- | -------- | ------------------- |
| Unión Deportiva     | 4:2      | Deportivo La Coruña |
| Deportivo La Coruña | 9:0      | Club Fortuna        |
| Club Fortuna        | 2:0      | Unión Deportiva     |
| Deportivo La Coruña | 6:2      | Unión Deportiva     |
| Club Fortuna        | 1:2      | Deportivo La Coruña |
| Unión Deportiva     | 1:1      | Club Fortuna        |

| Pl. | Verein              | Sp. | S | U | N | Tore    | Quote | Punkte |
| --- | ------------------- | --- | - | - | - | ------- | ----- | ------ |
| 1.  | Deportivo La Coruña | 4   | 3 | 0 | 1 | 019:700 | 2,71  | 06:20  |
| 2.  | Unión Deportiva     | 4   | 1 | 1 | 2 | 007:110 | 0,64  | 03:50  |
| 3.  | Club Fortuna        | 4   | 1 | 1 | 2 | 004:120 | 0,33  | 03:50  |

### Gruppe 7
|                  | Ergebnis |                  |
| ---------------- | -------- | ---------------- |
| Real Unión       | 2:1      | Racing Santander |
| Athletic Bilbao  | 1:3      | Real Unión       |
| Racing Santander | 1:1      | Athletic Bilbao  |
| Racing Santander | 4:3      | Real Unión       |
| Real Unión       | 4:2      | Athletic Bilbao  |
| Athletic Bilbao  | 4:1      | Racing Santander |

| Pl. | Verein           | Sp. | S | U | N | Tore    | Quote | Punkte |
| --- | ---------------- | --- | - | - | - | ------- | ----- | ------ |
| 1.  | Real Unión       | 4   | 3 | 0 | 1 | 012:800 | 1,50  | 06:20  |
| 2.  | Athletic Bilbao  | 4   | 1 | 1 | 2 | 008:900 | 0,89  | 03:50  |
| 3.  | Racing Santander | 5   | 1 | 1 | 3 | 007:100 | 0,70  | 03:70  |

### Gruppe 8
|                           | Ergebnis |                           |
| ------------------------- | -------- | ------------------------- |
| Gimnástica de Torrelavega | 0:5      | Real Sociedad             |
| Real Sociedad             | 5:3      | Arenas Club               |
| Arenas Club               | 4:1      | Gimnástica de Torrelavega |
| Real Sociedad             | 4:1      | Gimnástica de Torrelavega |
| Arenas Club               | 1:4      | Real Sociedad             |
| Gimnástica de Torrelavega | 1:3      | Arenas Club               |

| Pl. | Verein                    | Sp. | S | U | N | Tore    | Quote | Punkte |
| --- | ------------------------- | --- | - | - | - | ------- | ----- | ------ |
| 1.  | Real Sociedad             | 4   | 4 | 0 | 0 | 018:500 | 3,60  | 08:0   |
| 2.  | Arenas Club               | 4   | 2 | 0 | 2 | 011:110 | 1,00  | 04:40  |
| 3.  | Gimnástica de Torrelavega | 4   | 0 | 0 | 4 | 003:160 | 0,19  | 0:80   |

## Viertelfinale
Die Hinspiele wurden am 18. April, die Rückspiele am 25. April 1926 ausgetragen.
|             |  |                     | Hinspiel | Rückspiel |
| ----------- |  | ------------------- | -------- | --------- |
| RCD Español |  | Athletic Madrid     | 6:1      | 0:2       |
| Celta Vigo  |  | Real Sociedad       | 2:1      | 2:2       |
| Real Madrid |  | FC Barcelona        | 1:5      | 0:3       |
| Real Unión  |  | Deportivo La Coruña | 3:0      | 4:3       |

### Entscheidungsspiele
Das Spiel wurde am 2. Mai in Saragossa ausgetragen.
|             | Ergebnis |                 |
| ----------- | -------- | --------------- |
| RCD Español | 2:3      | Athletic Madrid |

## Halbfinale
Im Halbfinale wurde jeweils nur eine Begegnung auf neutralem Boden ausgetragen. Die Spiele fanden am 9. Mai 1926 in Bilbao und Saragossa statt.
|                 | Ergebnis |            |
| --------------- | -------- | ---------- |
| Athletic Madrid | 3:2      | Celta Vigo |
| FC Barcelona    | 2:1      | Real Unión |

## Finale
| FC Barcelona                                | FC Barcelona | Athletic Madrid | Athletic Madrid |
| ------------------------------------------- | --- | --- | --------------- |
| FC Barcelona                                | \| 16. Mai 1926 in Valencia (Estadio Mestalla) \| \| Ergebnis: 3:2 n. V. (2:2, 0:1) \| \| Zuschauer: 17.000 \| \| Schiedsrichter: Pablo Saracho \|                                                                          | \| 16. Mai 1926 in Valencia (Estadio Mestalla) \| \| Ergebnis: 3:2 n. V. (2:2, 0:1) \| \| Zuschauer: 17.000 \| \| Schiedsrichter: Pablo Saracho \|                                                                  | Athletic Madrid |
| FC Barcelona                                | Ferenc Plattkó – Josep Planas, Emil Walter – Ramón Torralba, Agustín Sancho, Domingo Carulla – A. Just, Vicenç Piera, Josep Samitier , Paulino Alcántara, Sagi-Barba Cheftrainer: Richard "Little Dombi" Kohn ( Österreich) | Javier Barroso – Miguel Durán, Alfonso Olaso – Francisco Marín, Andrés Tuduri, Domingo Burdiel – Antonio de Miguel, Ramón Triana, Vicente Palacios, Cosme Vázquez, Luis Olaso Cheftrainer: Fred Pentland ( England) | Athletic Madrid |
| FC Barcelona                                | 1:2 Josep Samitier (62.) 2:2 A. Just (63.) 3:2 Paulino Alcántara (112.) | 0:1 Vicente Palacios (16.) 0:2 Cosme Vázquez (58., Elfm.) | Athletic Madrid |
| 16. Mai 1926 in Valencia (Estadio Mestalla) | | |                 |
| Ergebnis: 3:2 n. V. (2:2, 0:1)              | | |                 |
| Zuschauer: 17.000                           | | |                 |
| Schiedsrichter: Pablo Saracho               | | |                 |